# La Guerre des Wendigos
La Guerre des Wendigos est une histoire en bande dessinée de Keno Don Rosa, publiée en 1991. Elle met en scène Balthazar Picsou, ainsi que ses neveux Donald, Riri, Fifi et Loulou Duck.
Cette histoire reprend le décor et les personnages d'une aventure de Carl Barks : Au pays des indiens pygmées (1954).

## Synopsis
Au Canada, près du lac Supérieur (province de l'Ontario), Picsou inspecte son usine papetière en compagnie de membres de sa famille. Mais ceux-ci lui reproche que son installation pollue son environnement à cause de ses cheminées, ses tuyaux rejetant des substances nocives dans la rivière et de la déforestation qu'elle provoque. Cependant, les ouvriers doivent lutter contre les wendigos, créatures surnaturelles issues de la mythologie des Nord-Amérindiens. Les canards décident donc de mener l'enquête sur ces mystérieux personnages, qui finissent par enlever Picsou. Il s'agit en réalité de Peeweegahs, autochtones Pygmées déjà croisés auparavant par l'homme d'affaires, gardiens des forêts et capables de communiquer avec les animaux. Ces indigènes veulent s'en prendre à lui parce qu'il est à l'origine de la pollution de leurs terres. C'est ainsi qu'il accepte à contrecœur, aidé par les siens, de stopper son usine.

## Fiche technique
- Code de l'histoire : D 91192.
- Éditeur : Egmont.
- Titre en anglais : War Of The Wendigo.
- Titre en français : La Guerre des Wendigos ; elle fut également titrée Gare aux Windigo !, La guerre des Windigos.
- 27 planches.
- Auteur et dessinateur : Keno Don Rosa[1].

## Contexte d'écriture
Dans les années 1990, l'Europe du Nord était déjà victime des pluies acides. C'est ainsi qu'en 1991, Egmont demanda à Don Rosa de réaliser une histoire traitant très sérieusement ce sujet d'actualité. Pour lui, cette histoire devait absolument inclure les Peeweegahs. Ces gardiens des forêts ont été précédemment créés par Barks dans Au pays des indiens pygmées, une de ses nombreuses histoires évoquant une société isolée restée à l'abri de la modernité, un de ses thèmes favoris. Ce thème est également présent dans d'autres histoires, comme Le Mystère des Menehunes (1953) ou Sur la piste des conquistadors (1958). De plus, l'Amérique du Nord aussi était alors soumises à ce même phénomène.

## Allusions culturelles
En créant ses Peeweegahs, Barks décida de les faire parler en vers libres, dans une scansion inspirée de celles du poème Le Chant de Hiawatha, écrit par Henry Longfellow et évoquant le chef amérindien quasi-légendaire Hiawatha. Don Rosa en fit de même, afin que chaque bulle d'un de ces personnages comporte quatre lignes de huit syllabes. De plus, la première syllabe de chaque vers est accentuée et les sept suivantes alternant entre non-accentuée et accentuée (suivant le rythme "TA-ta-TA-ta-TA-ta-TA-ta"). Malheureusement, la langue française ignorant l'accent tonique, la traduction des dialogues dans cette langue n'a que peu reproduit ce processus. Cependant, certaines bulles Peeweegah comportent quatre lignes de huit syllabes telles que, planche 14 case 2 :
"Je crains qu'il n'y ait plus d'esturgeons !
Plus de bars ni même de truites !
La nuit n'apporte plus le chant des
Engoulevents et des crapauds !"
Pour plus de réalisme, le bédéiste fait utiliser à ses Peeweegahs des termes nord-amérindiens : Sasquatch (autre nom du Bigfoot), pow-wow (rassemblement), wigwam (type d'habitation, désignant ici l'usine), wampum (collier de coquillages)...